# Jean-Paul Sartre
Jean-Paul Charles Aymard Sartre, običajno pisan kot Jean-Paul Sartre, francoski eksistencialistični filozof, dramatik, scenarist, pisatelj in literarni kritik, * 21. junij 1905, † 15. april 1980.
Velja za enega najpomembnejših francoskih intelektualcev v 20. stoletju. V filozofiji je izhajal iz stališča, da boga ni in da je človek bitje, ki je povsem svobodno in da ustvarja samega sebe. Od tod njegova maksima, da »eksistenca predhodi esenci«. Prav Sartre je tisti, ki je skoval tako poimenovanje te smeri filozofije, čeprav je Jaspers že govoril o »filozofiji eksistence«. Začel je z
razpravami o domišljiji in čustvih (L´Imagination, 1936). Prve elemente
svojega mišljenja, v katerih izhaja iz Husserla, Heideggerja in Hegla,
je podrobno razvil v obsežnem delu Bit in nič (1943). Zanimal se je tudi za marksizem. Preobrat v Sartrovem teoretičnem
obravnavanju od fenomenološko-eksistencialistične filozofije k
marksizmu označuje njegovo drugo glavno delo Kritika dialektičnega
uma (1960).
Neločljivo s filozofijo je povezana njegova literarna dejavnost. Sartru je bila leta 1964 podeljena Nobelova nagrada za književnost, ki pa jo je iz moralnih razlogov zavrnil.

## Življenjepis
Rodil se je
21. januarja 1905 v Parizu, mornariškemu častniku Jeanu-Baptistu Sartre
in njegovi žene Anne-Marie Schweitzer, ki je bila nemško-alzaškega porekla in v sorodu z znanim nobelovcem Albertom Schweitzerjem. Že pri petnajstih mesecih mu je
umrl oče. V glavnem ga je vzgojil ded po materini strani Charles
Schweitzer, profesor nemškega jezika, v čigar hiši je živel z ovdovelo
materjo, dokler se ta ni spet poročila. On ga je že v otroštvu učil
matematiko in ga seznanil s klasično književnostjo. To je bilo okolje, v
katerem so zelo cenili razumniške in literarne vrednote. Srednjo šolo je
obiskoval v Parizu in La Rochellu, kamor se je za nekaj let preselil z
materjo, potem ko se je znova poročila, in nazadnje spet v Parizu. Že
kot mladenič se je začel zanimati za filozofijo, po tem ko je prebral
Bergsonov Esej o trenutnih podatkih zavesti. Sartre je globoko zaničeval
očima in njegova mladeniška leta so bila polna grenkobe, ki jo je
brezkompromisno opisal v spominih na mladost Besede (Les mots, 1963).
Leta
1924 je na ugledni visokošoslki ustanovi École normale supérieure, ki velja za valilnico francoske intelektualne elite, začel petletni
študij filozofije. Tam je
spoznal Simone de Beauvoir, vidno književnico in feministko, s katero
sta se skupaj ukvarjala z vprašanji kulturnih in socialnih predpostavk
svoje meščanske vzgoje. S Simone de Beauvoir je imel skozi življenje precej odprto ljubezensko razmerje. Po profesorskem izpitu na različnih gimnazijah poučeval filozofijo.
Njegovo pedagoško kariero je prekinila 2. svetovna vojna in leta 1939 so
ga vpoklicali v vojsko. Vojaški rok je odslužil v Toursu. Čez eno leto
je padel v nemško ujetništvo, marca 1941 pa mu je s ponarejenimi
dokumenti uspelo pobegniti iz taborišča v Trieru in se vrniti v Pariz.
Vrnil se je k učiteljevanju, dokler mu dohodek od literarnega dela leta
1945 ni omogočil, da se popolnoma posvetil pisanju.

## V odporniškem gibanju
Vojne
izkušnje so trajno vplivale na njegovo življenje in misel. Ko je videl,
kakšne nečlovečnosti so ljudje sposobni v medsebojnih odnosih, je začel
sodelovati s francoskim odporniškim gibanjem; delal je v skupini
odporniških intelektualcev, ki se je imenovalo Socializem in svoboda (Socialisme et Liberté) ter pri
ilegalnem časopisju in se začel vse bolj zanimati za marksizem. S Simone
de Beauvoir in Mauriceom Merleau-Pontyjem je ustanovil mesečno
revijo Les Temps Modernes (Moderni čas, 1945) - glasilo francoskih
eksistencialistov s Sartrom na čelu, da bi si tako ustvaril javni forum
za svoje ideje. Revija izhaja še danes. Še pred nemško zasedbo je izšlo
njegovo glavno filozofsko delo Bit in nič (L' etre et le neant, 1943), s
katerim je po končani vojni postal slaven po vsem svetu in ki je
odločilno vplivalo na povojni razvoj francoske revolucije. Celotno
Sartrovo delo je v bistvu opredeljeno z analizo eksistencialističnega
vprašanja človekove svobode. Literarni prodor je dosegel z romanom Gnus
(La nausee, 1938), njegovi znani drami sta še Muhe (Les mouches, 1943)
ter Umazane roke (Les mains sales, 1948). Poleg literature in filozofije
se je ukvarjal z novinarstvom in politiko. Skušal je ustanoviti novo
nekomunistično levičarsko stranko in političen časopis, pa se mu to ni
posrečilo. Leta 1945 je bil več mesecev v ZDA kot posebni dopisnik
časopisov Combat in Figaro. Sodeloval je pri različnih časopisih in
revijah, nastopal na velikih mednarodnih konvencijah.
Katoliška cerkev
je leta 1948 njegova dela uvrstila na seznam prepovedanih knjig.
Sartrova politična dejavnost je sestavljena iz več obdobij. Na vrhuncu
hladne vojne je leta 1952 simpatiziral s francoskimi komunisti, ki so se pretežno še orientirali po stalinistični Kominterni. Leta 1954 je postal podpredsednik
francosko-sovjetskega prijateljstva in 1962 podpredsednik Kongresa skupnosti
evropskih pisateljev. Javno je izražal svoja stališča do mednarodnih
vprašanj. 1950 je obsodil gulage v Sovjetski zvezo,
1956 se je upiral intervenciji na Madžarskem in se zavzel za mir v
Alžiriji. 1966 se je pridružil Mednarodnemu Russellovemu razsodišču za
vojne zločine in se začel zavzemati za pravice Vietnamcev. Pisal je
peticije in manifeste ter odhajal na dolga potovanja po Sovjetski zvezi,
Kitajski in Kubi. Od socializma sovjetskega tipa se je dokončno odvrnil
leta 1968, ko je podprl revolucionarno študentsko gibanje v Franciji in
obsodil vdor čet Varšavskega pakta na Češkoslovaško. Značilno je, da je
vedno izražal naklonjenost nasproti samostojnemu razvoju socialistične
družbe v Jugoslaviji.
Preobrat v Sartrovem teoretičnem
obravnavanju od fenomenološko-eksistencialistične filozofije k marksizmu
označuje njegovo drugo glavno delo Kritika dialektičnega uma (Critique de la raison dialectique), ki je
izšlo leta 1960. Sartre je povezanost eksistencializma in marksizma
videl v uresničitvi človekove pravice do svobode v obliki politične
svobode. To teoretično zamisel je poskušal praktično uresničiti. Sartru
niti malo ni mar za zunanje časti in dobrine, med drugim je odklonil
Nobelovo nagrado za književnost, ki so mu jo podelili leta 1964, in
postal je predsednik Russellovega sodišča, imenovanega po britanskem
filozofu in pacifistu Bertrandu Russellu, za vojne zločine ZDA v
Vietnamski vojni. Od leta 1968 je zato sodeloval v radikalnem
levičarskem protestnem gibanju in začel izdajati prepovedane revije ter
jih sam pomagal deliti po ulicah.
Veliko pozornosti je leta 1974
vzbudil tudi njegov obisk pri članih nemške skrajno levičarske teroristične skupine RAF v
zaporu Stammheim v Stuttgartu. Kritiziral je razmere v zaporu, ki so se kasneje končale z domenvnim skupinskim samomorom večine zaprtih članov skupine. Leta 1973 je ustanovil revijo Liberation
in postal njen direktor. Umrl je 15. aprila 1980 v Parizu. njegovega
pogreba se je udeležilo 50.000 ljudi, ki so pospremili krsto na
pokopališče Montparnasse in se tako poslovili od človeka, čigar
življenje in delo pričata o boju proti nasilju 20. stoletja.

## Značilnosti Sartrovih del
Sartre
je uspešno napisal številna literarna dela in ogromno prispeval k
literarni kritiki in biografiji. Temelj njegovega dela je filozofija.
Sartrova dramska dela so najvidnejši primer eksistencialistične
dramatike. Popolna človekova odgovornost, ta njegova prepuščenost samemu
sebi, povzroča človeku občutek tesnobe, zapuščenosti in obupa. Boga ni,
torej tudi moralnih norm ni, človek je obsojen na to, da je svoboden. S
tega stališča prikazuje ne samo moralne, ampak tudi politične in
socialne probleme. Dogajanje zgošča v en sam prostor in kratko trajanje.
Sartrovo delo vzbuja sicer pozornost bolj s svojimi idejami kot z
estetskimi kvalitetami, vendar je njegova umetniška moč očitna. Njegova
igre so bogate s simboli, ki pomagajo razumeti filozofijo. Njegovi
junaki niso nikoli samo ideje, temveč zmerom značilni živi ljudje z
občutljivo duševnostjo. Zgodba je dostikrat banalna, pisatelj si
prizadeva bolj za to, da bi jo zmerom napolnil s tehtno psihološko
vsebino. Kar podaja, podaja vedno skozi zavest določene osebe. Sartrov
svet je svet neizmerne, blodeče zavesti, ki sta ji narava in okolje le
nepomembno ozadje.
Njegovo najbolj znano dramsko delo Zaprta vrata (Huis-clos) vsebuje znani citat: »L'enfer, c'est les autres«, ki se navadno
prevede kot: Pekel so ostali ljudje. Poleg tega je znana še trilogija
Pota svobode (Les chemins de la liberté), ki nam prikaže, kako je druga
svetovna vojna vplivala na Sartrejeve ideje. Zato je to delo manj
teoretično in bolj praktično za razumevanje eksistencializma.

## Filozofija
Sartrova
glavna ideja je bila, da smo ljudje obsojeni na svobodo. Teorija sloni
na njegovi zamisli, da ni nikakršnega stvarnika, in je ilustrirana z
uporabo primera o napravi za rezanje papirja. Sartre pravi, da, če je
nekdo ta rezalec papirja, da bi moral stvarnik zanj imeti nek načrt,
esenco. Ker pa stvarnika ni, tudi ljudje nimajo nikakršne esence. Torej
je eksistenca pred esenco. S tem poudari idejo, da nihče ne zmore
pojasniti svojih dejanj ter vedenja z izklicevanjem na specifično
človeško naravo, temveč so nujno izključno sami odgovorni za svoja
dejanja: zapuščeni smo samemu sebi, brez izgovora. Sartre je obdržal
koncept, da morata biti verodostojnost in individualnost pridobljeni,
ne pa naučeni. Moramo izkusiti smrtno zavednost, da se zbudimo in vidimo,
kaj je zares pomembno; verodostojnost v naših življenjih (izkušnje
v življenju), ne pa znanje. 
Smrt je navsezadnje zadnja točka, ko
prenehamo zase obstajati kot bitje in dokončno postanemo objekti, ki
obstajajo le za zunanji svet. Kot tako, smrti poudari težo našega
svobodnega, individualnega obstoja. Ko je poučeval na Lycée du Havre
leta 1938, je napisal novelo Gnus (La Nausée), ki deluje kot
manifest eksistencializma in ostaja eno izmed njegovih najbolj znanih
del. Verjel je, da so naše ideje le produkt izkušenj v pravih
življenjskih situacijah in da novele ter dramske igre le opišejo osnovne
izkušnje in imajo enako vrednost kot same filozofske teorije, kot je
eksistencializem. Postane pozoren na dejstvo, da neživi objekti ostanejo
absolutno neodvisne od njihovega obstoja, torej so neodvisni od
tega, kako jih človek lahko dojame. Za inspiracijo je vzel tudi rek, ki
ga je razložil avstrijsko-ameriški sociolog Franz Adler: »Človek izbere in se ustvari z igranjem
vloge. Vsakršno dejanje namigne, da je sodba, ki je posledična zaradi
okolja, ne vpliva le na igralca, temveč tudi na vse ostale, ki so pod
podobnimi pogoji.« Novela pa tudi spremeni Kantovo osnovno idejo o
svobodi, saj pravi, da je smrtnost izpeljana iz naše sposobnosti, da
izbiramo v realnosti; sposobnost, da smo izpeljani iz človekove osebne
svobode - obsojeni na svobodo.

## Dela

### Romani in novele
- La nausée (1938): Gnus (prevedel Jože Udovič, 2004) Le mur (1939): Zid (prevedel Vital Klabus, 1981)
- Trilogija:
  - L'âge de raison (1945): V zrelih letih
  - Le Sursis (1947): Odlog
  - La Mort dans l'âme (1949): Smrt v duši

- La Dernière chance: Zadnja nadeja (četrti del ciklusa, ki ni bil nikoli dokončan)

### Avtobiografija
- Les mots (1964): Besede (prevedel Bogo Stopar, 1968)

### Dramska dela
- Les Mouches, (1943): Muhe (prevedla Draga Ahačič,1972)
- Huis clos (1944): Zaprta vrata (p. Draga Ahačič, 2007) Morts sans sépulture, (1946): Nepokopani mrtveci
- La putaine respectueuse (1946): Spoštljiva vlačuga
- Les jeux sont faits (1947): Igra je končana (prevedla Rudolf Predan in  Anton Kolar ; opremil Jože Ciuha, 1963)
- Les Mains sales (1951): Umazane roke
- Le diable et le bon dieu (1951): Hudič in ljubi bog : drama v treh dejanjih (prevedla Draga Ahačič, 1981)
- Les séquestrés d'Altona  (1959): Zaprti v Altoni : drama v petih dejanjih (prevedla Mira  Miheličeva, 1960)

### Filozofija
- L'Imagination (1936): Domišljija
- L'Être et le Néant (1943): Bit in nič
- Critique de la raison dialectique (1960): Kritika dialektičnega uma
- Esquisse d'une théorie des émotions (1939): Oris teorije čustev (p. Slavica Jesenovec Petrović, Borut Petrović Jesenovec, Bojan Žalec, 2007)

### Eseji in kritike
- L'Existentialisme est un humanisme (1946):  Eksistencionalizem je vrsta humanizma Situations I - X (1947–1974):  Situacije I - X (
- Qu'est-ce que la littérature ? (1947): Kaj je književnost
- Primer odgovorne književnosti Baudelaire (1947) Saint Genet, comédien et martyr (1952): Sveti Genet, igralec in mučenik
- L'idiot de la familie (1971–1972): Družinski idiot